# ディーデリヒ・フランツ・レオンハルト・シュレヒテンダール

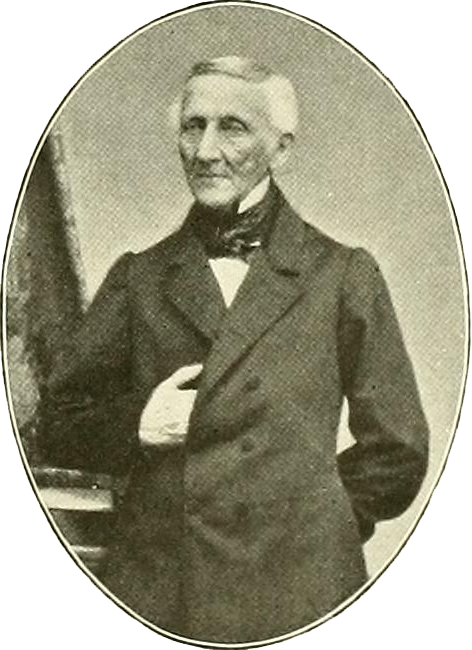
ディーデリヒ・フランツ・レオンハルト・シュレヒテンダール

ディーデリヒ・フランツ・レオンハルト・シュレヒテンダール（Diederich Franz Leonhard Schlechtendal、 1786年から von Schlechtendal、1794年11月27日 - 1866年10月12日）は、ドイツの植物学者である。

## 人物
クサンテンに生まれた。1798年に警察の重職についた父親とベルリンに移り、ベルリンで医学を学んだ。1819年から1833年の間、王立薬草園（Königlichen Herbariums、ベルリン・ダーレム植物園の前身）の学芸員を務めた。1826年にBerliner Philosophischen Fakultätの講師となり、1827年に非常勤教授、1833年からハレ大学の植物学の教授となり、同時にハレ植物園の園長となった。
1826年から1866年まで、フーゴー・フォン・モールとともに植物雑誌、"Linnaea""を発行した。シュレヒテンダールは生涯を通じて、外国の人々から送られてきた多くの植物の記載を行った。メキシコに渡った医師、クリスティアン・ユリウス・ヴィルヘルム・シーデ（Christian Julius Wilhelm Schiede）とフェルディナント・デッペ（Ferdinand Deppe）から1924年から1929年の間に送られてきたコレクションについて記載したことが特筆される。
キク科の属 Schlechtendaliaに献名されている。
息子のディーデリヒ・ヘルマン・レオンハルト・シュレヒテンダール（Diederich Hermann Leonhard Schlechtendal）は昆虫学者となった。

## 著書
- Animadversiones botanicae in Ranunculaceas. Berlin 1819–1820
- Flora berolinensis. Berlin 1823–1824.
- Adumbrationes plantarum. 1825–1832.
- Flora von Deutschland. 24 巻 2400図版, Jena 1840–1873 (Christian Eduard Langethal、Ernst Schenkと共著)
- Hortus halensis. Halle 1841–1853.